# Nunziatura apostolica in Germania
La nunziatura apostolica in Germania è una rappresentanza diplomatica permanente della Santa Sede in Germania. La sede è a Berlino. La nunziatura è retta da un diplomatico, detto "nunzio apostolico in Germania" che ha il rango di ambasciatore.
Tre papi hanno prestato servizio in diverse aree tedesche in qualità di nunzio apostolico prima dell'ascesa al soglio pontificio: papa Alessandro VII, papa Leone XII e papa Pio XII. L'attuale nunzio apostolico in Germania è Nikola Eterović, nominato da papa Francesco il 21 settembre 2013.

## Storia

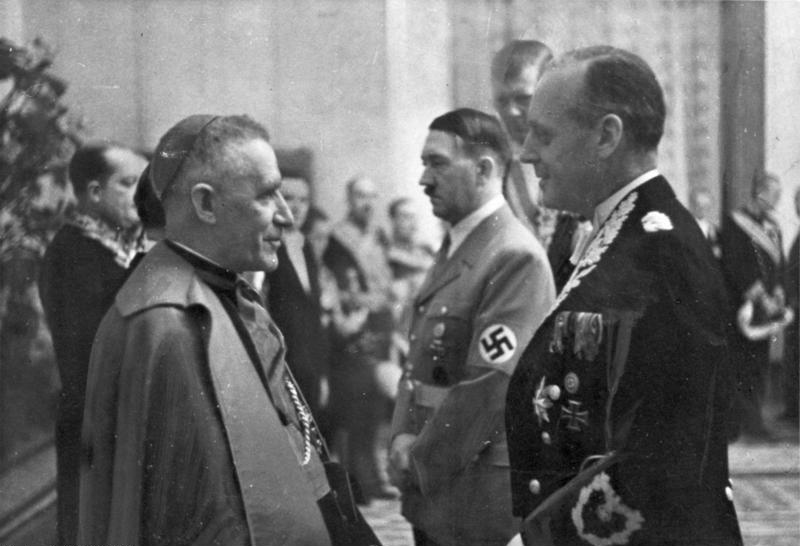
Cesare Orsenigo, nunzio in Germania durante la II guerra mondiale, con Hitler e Ribbentrop.

La nunziatura apostolica in Germania venne fondata ufficialmente da papa Benedetto XV nel 1920 per meglio dare forma alla nunziatura apostolica nell'area tedesca, in concomitanza all'esistenza delle nunziature apostoliche in Prussia e in Baviera, quest'ultima di antica fondazione.
La Germania nei secoli precedenti disponeva delle seguenti nunziature apostoliche:
- Nunziatura apostolica a Colonia (1500-1794)
- Nunziatura apostolica in Sassonia (1518)
- Nunziatura apostolica in Baviera (1785-1934)
- Nunziatura apostolica in Prussia (1925-1934)

In realtà la suddivisione non fu mai così netta, e molto spesso i nunzi apostolici della città più importante, ottenevano il titolo onorifico di "nunzio apostolico in Germania" a comprendere l'intera area germanica, ad esclusione dell'Austria che godeva già dal '500 di una propria nunziatura apostolica. Colonia fu per lungo tempo la nunziatura apostolica tedesca per eccellenza a mantenere questo privilegio sin quando non venne soppressa nel 1794 e mai più ripristinata, a vantaggio della nunziatura apostolica in Baviera che divenne così l'unica nunziatura della Germania.
Con la creazione dell'Impero tedesco nel 1871 iniziò sempre più a prendere forma l'idea della fondazione di una vera e propria nunziatura apostolica in Germania, sebbene la conformazione del neonato impero lasciasse molta autonomia ancora agli stati regionali, il che rendeva necessario mantenere l'unica nunziatura apostolica ancora presente in Baviera. Dopo il crollo dell'Impero e la proclamazione della Repubblica di Weimar, l'area della capitale Berlino iniziò ad accentrare presso di sé molti poteri al punto che lo stato prussiano arrivò a chiedere alla Santa Sede l'apertura di una nuova nunziatura apostolica proprio a Berlino nel 1925.
Sia la nunziatura in Prussia che quella in Baviera (che pure continuava a sussistere dalla fine del Settecento), vennero soppresse nel 1934 ad opera del governo nazionalsocialista venendo di fatto unificate in una sola con sede a Berlino e competenza su tutta la Germania dopo la fine delle autonomie locali avvenuta nello stesso anno.
Col crollo del Terzo Reich, a partire dal 1951 venne ripristinata la nunziatura apostolica in Germania, dapprima nella sola Germania occidentale con sede Bonn e poi dal 1989 nella Germania unificata con sede a Berlino dove ancora oggi si trova.

## Lista dei nunzi apostolici

### Repubblica di Weimar (1919-1933) e Terzo Reich (1933-1945)

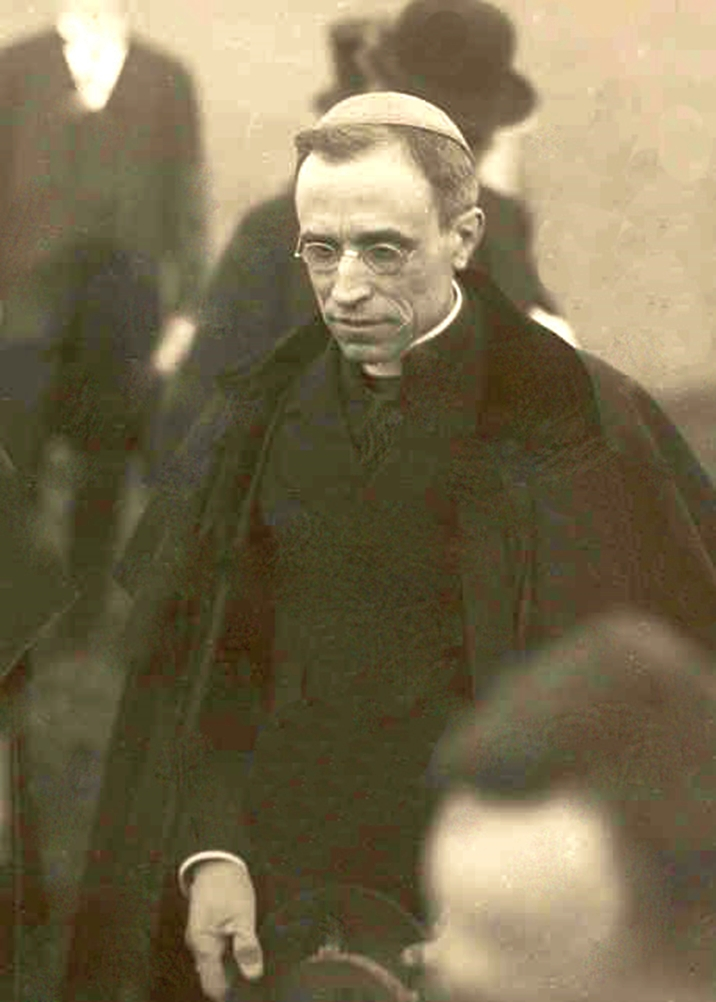
Eugenio Pacelli, futuro Pio XII

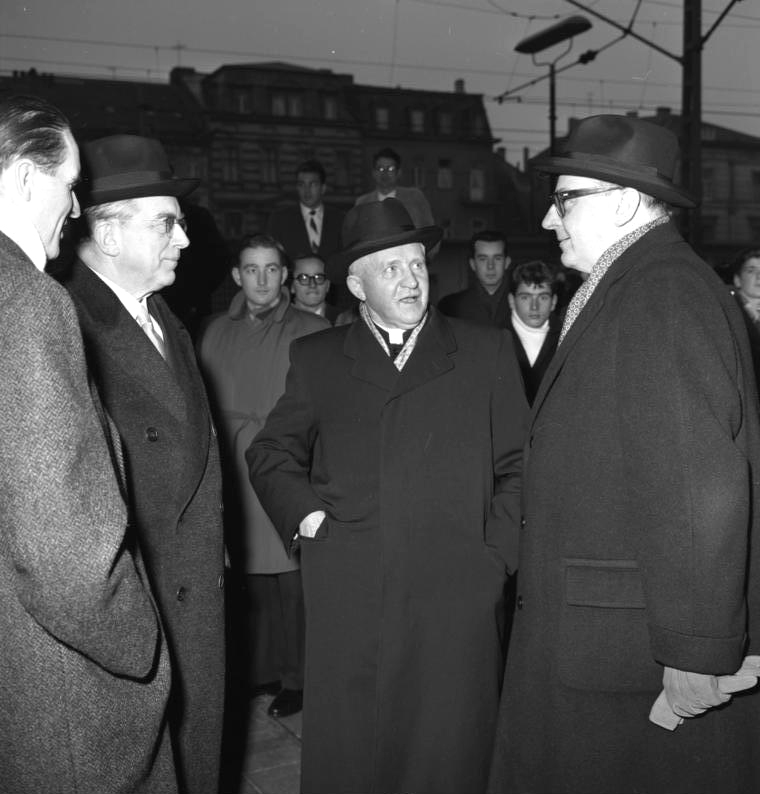
Aloysius Joseph Muench, nunzio in Germania del secondo dopoguerra

- Eugenio Maria Giuseppe Giovanni Pacelli , arcivescovo titolare di Sardi (1920 - 16 dicembre 1929 creato cardinale)
- Cesare Orsenigo, arcivescovo titolare di Tolemaide di Libia (14 febbraio 1930 - 1º aprile 1946 deceduto)
  - Eduard Gehrmann, reggente, segretario dei nunzi Pacelli e Orsenigo (1945)

### Repubblica Federale di Germania (1946-1989), sede a Bonn
- Carlo Colli, reggente (1946)
- Aloysius Joseph Muench, visitatore apostolico in Germania con sede a Kronberg im Taunus (1946 - 9 marzo 1951)

- Aloysius Joseph Muench, arcivescovo-vescovo di Fargo (9 marzo 1951 - 5 dicembre 1959 nominato arcivescovo titolare di Selimbra)
- Corrado Bafile, arcivescovo titolare di Antiochia di Pisidia (13 febbraio 1960 - 11 luglio 1975 nominato pro-prefetto della Congregazione delle cause dei santi)
- Guido Del Mestri, arcivescovo titolare di Tuscamia (12 agosto 1975 - 3 agosto 1984 ritirato)
- Josip Uhač, arcivescovo titolare di Tharros (3 agosto 1984 - 1989)

### Repubblica Federale di Germania (1989-oggi), sede a Berlino
- Josip Uhač, arcivescovo titolare di Tharros (1989 - 21 giugno 1991  nominato segretario della Congregazione per l'evangelizzazione dei popoli)
- Lajos Kada, arcivescovo titolare di Thibica (22 agosto 1991 - 22 settembre 1995 nominato nunzio apostolico in Spagna)
- Giovanni Lajolo, arcivescovo titolare di Cesariana (7 dicembre 1995 - 7 ottobre 2003 nominato Segretario per i rapporti con gli Stati)
- Erwin Josef Ender, arcivescovo titolare di Germania di Numidia (25 novembre 2003 - 15 ottobre 2007 ritirato)
- Jean-Claude Périsset, arcivescovo titolare di Giustiniana Prima (15 ottobre 2007 - 21 settembre 2013 ritirato)
- Nikola Eterović, arcivescovo titolare di Cibale, dal 21 settembre 2013